# Pułk Fizylierów Gwardii (Cesarstwo Niemieckie)
pułk fizylierów Gwardii (niem. Garde-Füsilier-Regiment)  – pułk piechoty niemieckiej okresu Cesarstwa Niemieckiego.
Pułk został sformowany 30 marca 1826. Stacjonował w Berlinie . Wchodził w skład Korpusu Gwardii .

## Bibliografia

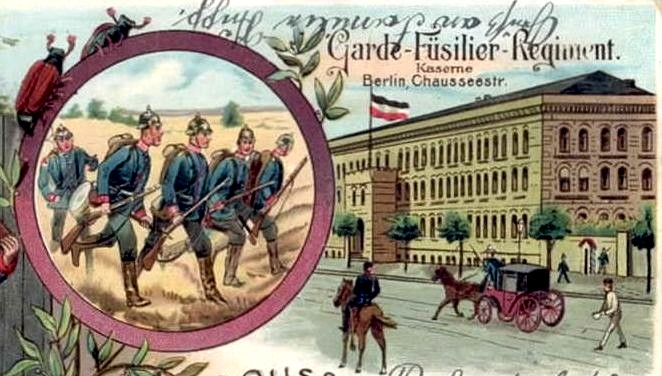
Koszary pułku